# Blessure de guerre
Pour plus de détails, voir Fiche technique et Distribution.
Blessure de guerre (A Soldier's Sweetheart) est un téléfilm américain de 1998 réalisé par Thomas Michael Donnelly.

## Synopsis
La guerre du Vietnam. Un soldat raconte une histoire improbable et peut-être vraie. Elle commence quand un médecin de guerre fait venir sa petite amie, Marianne. La jeune fille redonne le goût de vivre à toute l'équipe de médecins mais, au contact des horreurs de la guerre, Marianne change et le rêve devient cauchemar...

## Fiche technique
- Titre original : A Soldier's Sweetheart
- Titre français : Blessure de guerre
- Réalisation : Thomas Michael Donnelly
- Scénario : Tim O'Brien, Thomas Michael Donnelly
- Photographie : Jacek Laskus
- Montage : Anthony Sherin
- Musique : Gary Chang
- Production : William S. Gilmore, Marianne Moloney
- Pays d'origine :  États-Unis
- Langue : Anglais
- Durée : 112 minutes
- Date de sortie : 9 juin 1998 (USA)

## Distribution
- Kiefer Sutherland : Rat Kiley
- Skeet Ulrich : Mark Fossie
- Georgina Cates : Marianne Bell
- Daniel London : Eddie Diamond
- Louis Vanaria : Bobbie D
- Lawrence Gilliard, Jr. : le cireur de chaussures
- Christopher Birt : Lt. Mitchell Sanders
- Tony Billy : Soldat N°2